# Paris-Roubaix 1907
La 12e édition de la course cycliste Paris-Roubaix a eu lieu le 31 mars 1907 et a été remportée par le Français Georges Passerieu. L'épreuve comptait 270 kilomètres et 56 participants.

## Classement final
|    | Cycliste             | Équipe       | Temps |
| -- | -------------------- | ------------ | ----- |
| 1  | Georges Passerieu    | Peugeot      |       |
| 2  | Cyrille van Hauwaert | La Française |       |
| 3  | Louis Trousselier    | Alcyon       |       |
| 4  | Gustave Garrigou     | Peugeot      |       |
| 5  | Auguste Ringeval     | -            |       |
| 6  | Émile Georget        | Peugeot      |       |
| 7  | Léon Georget         | Peugeot      |       |
| 8  | Henri Cornet         | Griffon      |       |
| 9  | Francois Faber       | Labor-Dunlop |       |
| 10 | Pierre Privat        | -            |       |